# Chelmonops truncatus

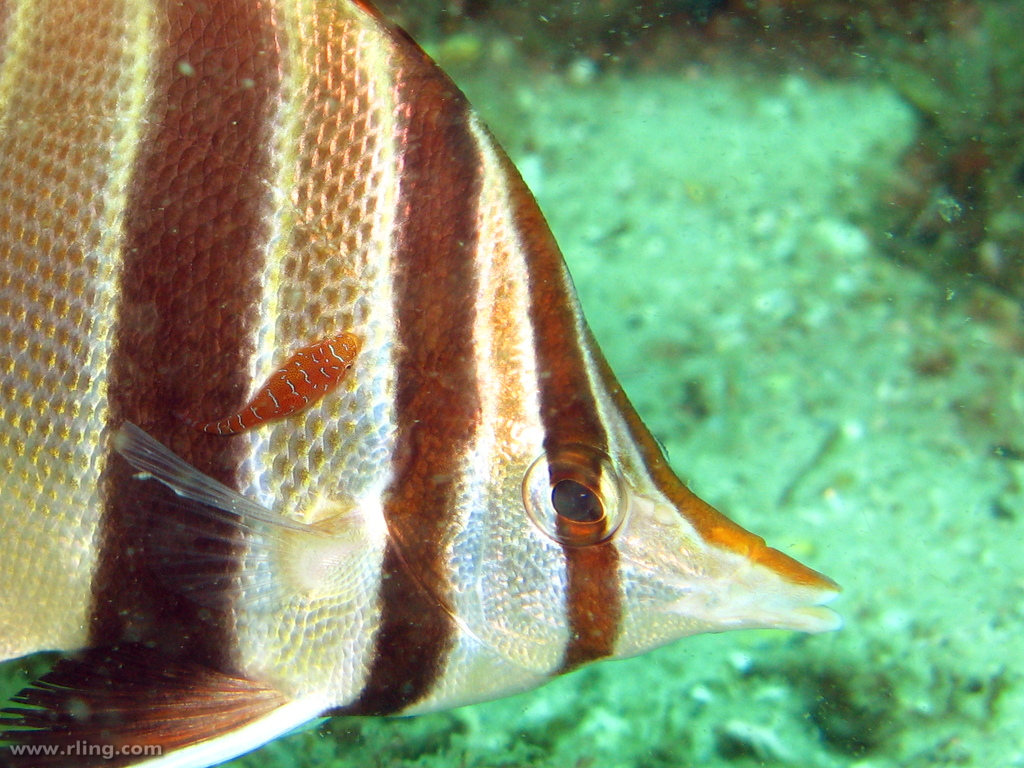
Chelmonops truncatus limpiado por Cochleoceps orientalis

El pez mariposa Chelmonops truncatus es un pez marino, de la familia de los Chaetodontidae.
Esta especie es endémica de las aguas templadas del sudeste de Australia, y no es migratoria. Asociada a arrecifes de coral, es una especie común en su área.

## Morfología
De cuerpo alto comprimido lateralmente. Su coloración es blanco nacarado en todo el cuerpo y presenta cuatro franjas marrones, verticales de distinto grosor. De más estrecha en la cabeza, a más gruesa hacia la cola. También presenta una línea dorada, que recorre la frente y atraviesa entre los ojos, hasta el extremo de la boca. Tiene una boca prominente, similar a las especies de su género emparentado Chelmon.
Alcanza los 22 cm de largo.

## Hábitat y distribución
En arrecifes coralinos y fondos rocosos, entre 0 y 70 metros de profundidad, usualmente en parejas.
Se distribuye exclusivamente en Australia, de dónde es endémica, desde el sur de Queensland hasta la bahía de Jervis, y en Nueva Gales del Sur.

## Alimentación
Omnívoro, se nutre de gusanos tubícolas, pequeños crustáceos, copépodos y varias macroalgas. 

## Reproducción
Son gonocóricos, de sexos separados, y no cambian de sexo. No presentan dimorfismo sexual. Son ovíparos y dispersores de huevos. Forman parejas durante el ciclo reproductivo, pero no cuidan los alevines.